# 元朗站 (輕鐵)

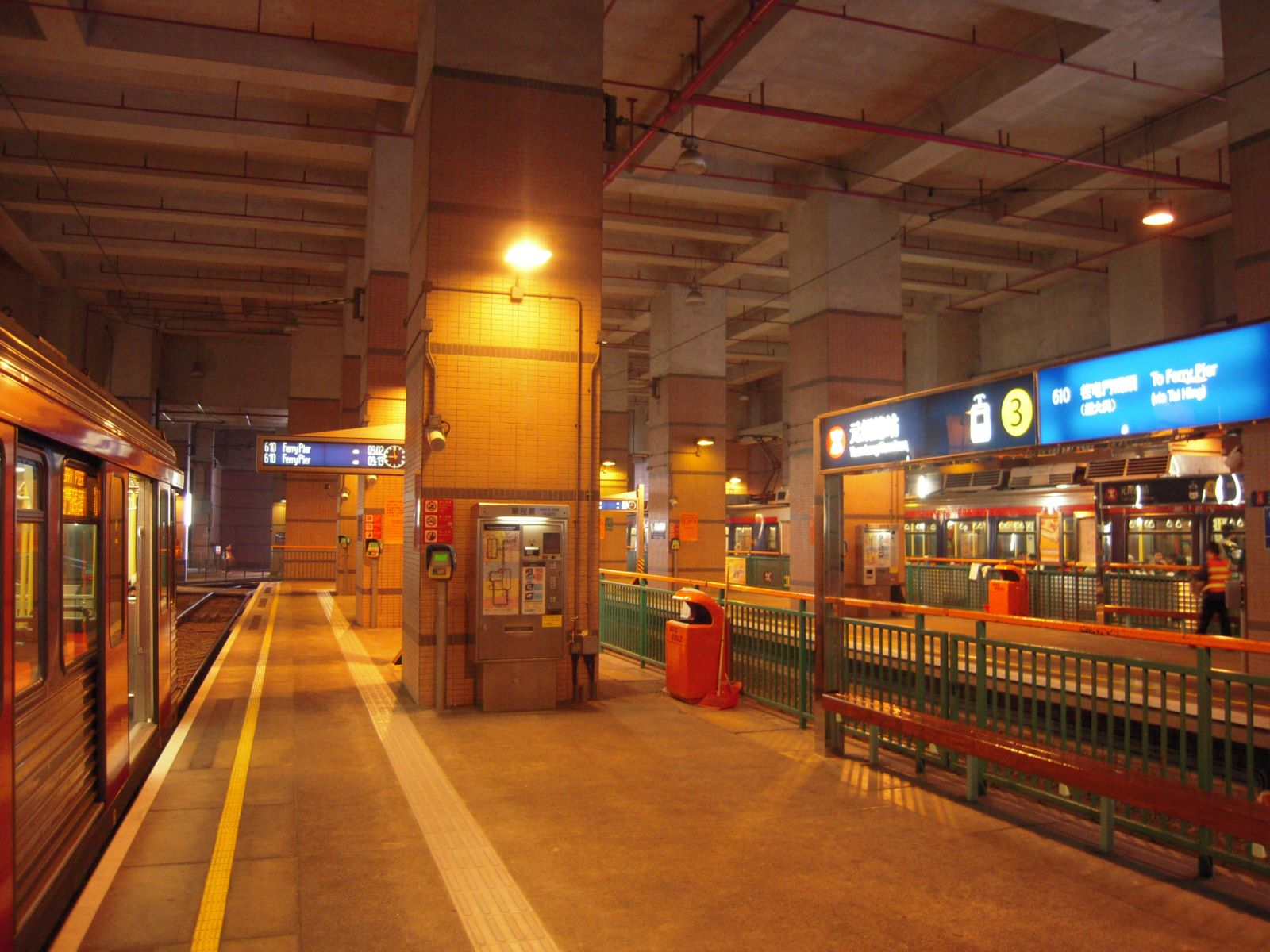
輕鐵月台（2009年）

元朗站（英語：Yuen Long Stop）是香港輕鐵於東北面的終點站，代號600，屬單程車票第5收費區位於新界元朗市中心東北的形點II地面，與屯馬綫元朗站相鄰。

## 車站構造

### 車站樓層
元朗站是一個地面車站，位於屯馬綫元朗站及興建中的The YOHO Hub之間，屬單程車票第5收費區。屯馬綫元朗站位於本站的北面，乘客可到該站轉乘屯馬綫往返市區、天水圍及屯門。
車站的上蓋物業是形點II，共有1個商場及5棟住宅。車站南面是興建中的The YOHO Hub南面住宅及商場YOHO MIX、青山公路元朗段及YOHO MALL 形點。
| 上蓋              | 物業 | 形點II |   |  |
| 地面              | 出口 | 屯馬綫元朗站、元朗站公共運輸交匯處 |   |  |
| 地面              | 月台 | \| 側式 · 開左邊车门 \| \| \| \| \| \| \| \| 輕鐵761P綫往天逸（大棠路） \| 5 \| \| \| 側式 · 開左邊车门 \| \| \| \| \| \| \| \| 輕鐵615綫往屯門碼頭（大棠路） \| 4 \| \| \| 側式 · 開左邊车门 \| \| \| \| \| \| \| \| 輕鐵610綫往屯門碼頭（大棠路） \| 3 \| \| \| 側式 · 開左邊车门 \| \| \| \| \| \| \| \| 輕鐵614綫往屯門碼頭（大棠路） \| 2 \| \| \| 側式 · 備用月台 \| \| \| \| \| \| \| \| 輕鐵備用路軌 \| 1 \| \| |   |  |
| 地面              | 出口 | 輕鐵客務中心 |   |  |
| 側式 · 開左邊车门 |      | |   |  |
|                   |      | 輕鐵761P綫往天逸（大棠路） | 5 |  |
| 側式 · 開左邊车门 |      | |   |  |
|                   |      | 輕鐵615綫往屯門碼頭（大棠路） | 4 |  |
| 側式 · 開左邊车门 |      | |   |  |
|                   |      | 輕鐵610綫往屯門碼頭（大棠路） | 3 |  |
| 側式 · 開左邊车门 |      | |   |  |
|                   |      | 輕鐵614綫往屯門碼頭（大棠路） | 2 |  |
| 側式 · 備用月台   |      | |   |  |
|                   |      | 輕鐵備用路軌 | 1 |  |

### 車站周邊
- 形點II（即新元朗中心)
- YOHO MALL 形點
- The YOHO Hub
- YOHO MIX
- 元朗舊墟
- 南邊圍
- 東頭村
- 博愛醫院
- 青山公路－元朗段

## 利用狀況
本站於1988年輕鐵啟用以來都是其東北面的終點站，經過本站的路線可前往屯門。可是，由於本站距離元朗市中心較遠，使用本站的人並不多，主要是新元朗中心的居民及前往其商場的人流。
但自2003年西鐵（現屯馬綫）啟用後，因為本站是元朗市中心接駁西鐵（現屯馬綫）的主要車站，人流迅速增加。

## 歷史
本站曾先後稱為元朗站（1989年2月5日前）及元朗總站（Yuen Long Terminus），車站是於輕鐵初建造時同步興建，於1988年9月18日啟用。
1988年9月18日，輕鐵的第1期通車、位於元朗東巴士總站南端的露天元朗站同時啟用。當時這個站只設有3個月台。列車進入總站月台之前，需先圍繞新元朗中心地盤以北及東的一段朗日路（該段路軌跟路面汽車共用），然後才進入月台。
1993年隨著新元朗中心落成，位於新元朗中心樓底的地面車站啟用。原來位於元朗東巴士總站南端的露天車站亦隨之停用並拆卸。舊站現址為元朗（東）巴士總站附近。
2010年6月13日起，港鐵將此站復名為元朗站，以符合港鐵車站一貫命名方式。
2018年3月1日，610綫月台進行月台加闊工程，所屬路綫的所有列車全部駛入1號月台，直至2018年7月工程完成。
2018年8月10日，615綫月台進行月台加闊工程，所屬路綫的所有列車全部駛入1號月台，直至2018年12月工程完成。
2021年4月18日，761P綫月台進行月台改善工程，所屬路綫的所有列車全部駛入615綫月台，615綫的所有列車全部駛入1號月台直至工程完成。直至2021年9月工程完成。

## 事件
2017年10月21日，一名首日在該站工作清潔的59歲女工人被一名有酒氣的中年巴裔漢推落路軌，事後女工人下巴裂傷縫六針，左手肘骨折。而警方接報到場調查後，在元朗蔡屋村將他拘捕，並列作傷人案處理。
2023年10月4日早上9時34分，一列路線761P載客列車由元朗站5號月台開出後，與一列由1號月台駛出的不載客輕鐵列車在站內交匯處相撞，導致3名女乘客（46至76歲）受輕傷。港鐵初步不排除事故涉及人為因素。

## 外部連結
- 港鐵公司－輕鐵街道圖 （页面存档备份，存于）
- 港鐵公司－輕鐵時間表 （页面存档备份，存于）